# Portrait de Cristiano Banti
Le Portrait de Cristiano Banti est une peinture à l'huile sur toile (57 × 33,5 cm) de vers 1866 du peintre italien Giovanni Boldini. Il représente le peintre Cristiano Banti. Il est conservé à la Galerie d'Art moderne située au palais Pitti à Florence.

## Histoire
Cristiano Banti fait partie du cercle d'amis que le jeune Giovanni Boldini s'est constitué lors de son arrivée à Florence. Il lui fait profiter de son aisance matérielle, mettant à disposition son atelier et ses résidences, et lui passant commande de portraits de plusieurs membres de sa famille. Dans les portraits que Boldini fait de Banti, il apparait sous les traits d'un grand seigneur. Même lorsqu'il est représenté dans son atelier, dont le caractère cossu est signifié par la présence d'un meuble de style Renaissance surmonté d'une potiche ancienne, mais aussi par l'absence de poêle, accessoire indispensable à l'évocation de la bohème artistique, rien dans sa tenue vestimentaire ne le rattache à ce milieu.

## Description
Dans ce portrait daté vers 1866, le représentant en pied, dans une antichambre de maison bourgeoise, une badine à la main, un cigare dans l'autre, le haut-de-forme (dont un des reflets est rendu par une strie luisante gris-bleu) et le manteau négligemment jetés sur un fauteuil bas suggérant un départ ou un retour de promenade, la mise de Banti est impeccable.

## Analyse
Les vêtements portés par Banti illustrent parfaitement la garde-robe diurne d'un grand bourgeois de l'époque : gilet et veston sombres contrastant avec les tons clairs du pantalon, le gilet boutonné haut ne laissant apparaître de la chemise blanche que le col et la cravate claire à motifs. Son tailleur devait compter, selon toute vraisemblance, parmi les plus renommés de Florence. L'évidente corpulence du modèle ne nuit pas à son élégance, notamment grâce à une veste qui tombe parfaitement. Le pantalon tire-bouchonne sur les souliers d'un manière qui pourrait surprendre : il est coupé en fait à la dernière mode. Par son caractère minutieux, la traduction picturale du vêtement de Banti se distingue des portraits réalisés à la même époque. Elle ne s'encombre pas de détails, obtenue par de grands coups de pinceau énergiques.